# Torre del Barbarossa (Mandello del Lario)
La Torre del Barbarossa, conosciuta anche come Torre di Maggiana, è una torre in muratura situata a Maggiana nel comune di Mandello del Lario databile intorno al XII secolo che avrebbe ospitato Federico Barbarossa durante il suo passaggio in Italia.

## Storia
Il primo riferimento storico che abbiamo a nostra disposizione è databile al 1154, momento in cui Federico Barbarossa sembra aver assegnato la torre in custodia al ricco e fedele signore Alcherio Bortola, ma come ci dice Alippi, questa affermazione non è supportata da fonti.
La Torre del Barbarossa prende nome da un fatto storico. Federico Barbarossa, di ritorno dalla campagna in Italia, vi avrebbe soggiornato nel 1158, possiamo trarre questa informazione dal ritrovamento durante i lavori di restauro ottocenteschi di una lastra riportante l'iscrizione:
(Lastra originale)
.
Purtroppo questo prezioso reperto archeologico, a quanto ci dice nel suo libro Ignazio Cantù, fu fatta sotterrare dal proprietario della torre in un luogo sconosciuto per sottrarla a quanti gli chiedevano di poterla acquistare. Questo fatto, unito ad alcune caratteristiche in comune con la più tarda torre di Rongio (in particolare le finestre trilitiche), hanno portato alcuni studiosi successivi come Cesare Alippi a dubitare che il Barbarossa possa aver davvero soggiornato all'interno di questo edificio, anzi ne sposta la data di edizicazione non prima del XII secolo. Quello che possiamo affermare con certezza è che nel 1158 il Comitato di Lecco e di gran parte della Martesana diede il proprio appoggio al Barbarossa, mentre per chi gli assicurasse la protezione si pensa fosse la famiglia dei Mandelli, poi avversa all'imperatore nel 1162.
Quello che possiamo affermare con una certa sicurezza è che l'utilizzo della torre sia prettamente difensivo, in particolare di avvistamento, ma anche di controllo della strada che da Abbadia porta ai Piani dei Resinelli, così come per la Strada Ducale della Riviera. La torre poteva inoltre comunicare con le vicine torri di Crebbio, con la zona fortificata del Castello di Mandello, il colle di Sonvico e lo Zucco della Rocca, ponendosi quindi all'interno di un grande complesso di fortificazioni per il controllo delle vie di comunicazioni verso i valichi come afferma Pensa. Un'altra interpretazione è quella di definire questo edificio una casatorre, cioè l'abitazione di un signore locale, per via dei suoi alti soffitti, delle dimensioni dell'edificio e anche per le finestre che rimandano a epoche successive.
Nel XVII secolo appaiono presenti delle feritoie che saranno rimosse da interventi successivi.
Nell'800 la torre passa di proprietà al signor Francesco Alippi che restaura la torre aggiungendovi il terrazzino marmoreo e un parafulmine.  Nel 1976 la torre passa poi di proprietà e viene acquistata dal Comune di Mandello del Lario per assicurarne una miglior conservazione. All'interno viene posto un museo agricolo ed etnografico gestito dall'associazione Gruppo Amici di Maggiana, dove si raccontano le tradizioni di Maggiana, con un particolare focus sulla Processione dei Giudee.

## Descrizione
La torre è in posizione dominante rispetto all'abitato di Maggiana. L'edificio a base quadrata si situa all'interno di un cortile fortificato a cui si accede attraverso un ampio portone medievale, ha lato di 6.2m con spessore alla base di circa 120cm e altezza di 24 metri. Il muro di cinta come anche il portale del cortiletto sembrano risalire al XVI secolo, probabile però siano dei rifacimenti di precedenti apparati militari. Nei secoli è stata pesantemente rimaneggiata e rimangono originali solo 3 feritoie ad arciera nelle pareti a monte, Ovest ed Est, queste sono intervallate da finestre del XIII-XV secolo. All'interno i piani sono molto alti, presentavano tutti degli affreschi di cui ci sono rimasti pochi resti sulla volta dell'ultimo piano. Per altri autori gli affreschi invece risalgono a un rifacimento del XVI secolo. In cima alla torre è posto un terrazzo panoramico di costruzione ottocentesca con pilastrini marmorei congiunti da riquadri di ferro lavorato.